# Paweł Hochstim
Paweł Krzysztof Hochstim (ur. 12 lutego 1976 w Łodzi) – polski dziennikarz sportowy i korespondent wojenny.

## Życiorys
Był korespondentem wojennym Polskiej Agencji Prasowej w Iraku (2005). Był dziennikarzem Łódź Nasze Miasto, Dziennika Łódzkiego i Radia Łódź, publikował m.in. na łamach gazet z grupy Polska Press: Gazety Prawnej, Gazety Lubuskiej, Expressu Ilustrowanego, Dziennika Bałtyckiego, Gazety Wrocławskiej, Nowości, Głosu Wielkopolski. Przedstawiciel Działu Komunikacji Polskiej Ligi Siatkówki i biur prasowych Polskiego Związku Łyżwiarstwa Szybkiego oraz Polskiego Związku Kajakowego. Jako dziennikarz relacjonował m.in. liczne turnieje siatkarskie rangi światowej oraz Igrzyska Olimpijskie w Londynie i Rio de Janeiro. W 2022 prowadził uroczystą galę otwarcia nowego stadionu ŁKS-u Łódź.
W 2014 był współautorem biografii Igora Sypniewskiego, recenzowanej m.in. przez Aleksandra Majewskiego na łamach WPolityce.pl, portalu Gol24.pl i Sportowa Książka Roku. Ponadto jest współautorem biografii Pawła Fajdka i Otylii Jędrzejczak.

### Życie prywatne
Urodził się i wychował w Łodzi. Mieszka na Kaszubach.

## Publikacje
- Sypniewski I., Hochstim P., Żyżyński Ż., Zasypany. Życie na zakręcie, Grupa Wydawnicza Foksal, 2014, ISBN  978-83-7881-923-3
- Fajdek P., Hochstim P., Skraba P., Petarda. Historie z młotem w tle, Wydawnictwo SQN, 10 lipca 2019, ISBN  978-83-8129-277-1
- Jędrzejczak O., Hochstim P., Skraba P., Otylia. Moja historia, Wydawnictwo SQN, 24 sierpnia 2021, ISBN  978-83-8129-617-5